# Pier Francesco Mola
Pour les articles homonymes, voir Mola.
Pier Francesco Mola né le 9 février 1612 à Coldrerio, dans le canton du Tessin, en Suisse et mort le 13 mai 1666 à Rome est un peintre italien baroque, actif à Rome.

## Biographie
Pier Francesco Mola est le deuxième enfant de Giovanni Battista et d'Elisabetta Cortesella. Avec sa sœur aînée Aurelia, il fait partie d'une fratrie de neuf frères et sœurs.
Le père de Pier Francesco Mola, Giovanni Battista, architecte, l'emmène quand il a quatre ans à Rome. Il y restera toute sa vie, excepté deux séjours entre 1633 et 1640 à Venise et entre 1641 et 1647 à Bologne.
Il a commencé son apprentissage auprès du peintre maniériste Cavalier d'Arpin, et a travaillé avec Francesco Albani.
Son chef-d'œuvre est la fresque de Joseph reconnu par ses frères à la galerie d'Alexandre VII au palais du Quirinal.
Académicien de Saint-Luc en 1655, il a été élu Principe de l'Accademia di San Luca de Rome en 1662.
Il fut l'ami du lucquois Pietro Testa et avec lui dirigea le courant néo-vénitien de la peinture romaine durant le deuxième quart du XVIIe siècle Ce courant eu entre autres Poussin comme adepte. Antonio Gherardi fut l'un de ses élèves.
Pier Francesco Mola meurt à Rome le 13 mai 1666, une année après son père avec qui il vécut la majeure partie de la vie. Sans épouse ni enfants, il laisse la totalité de ses biens à ses neveux et nièces.

## Œuvres
États-Unis

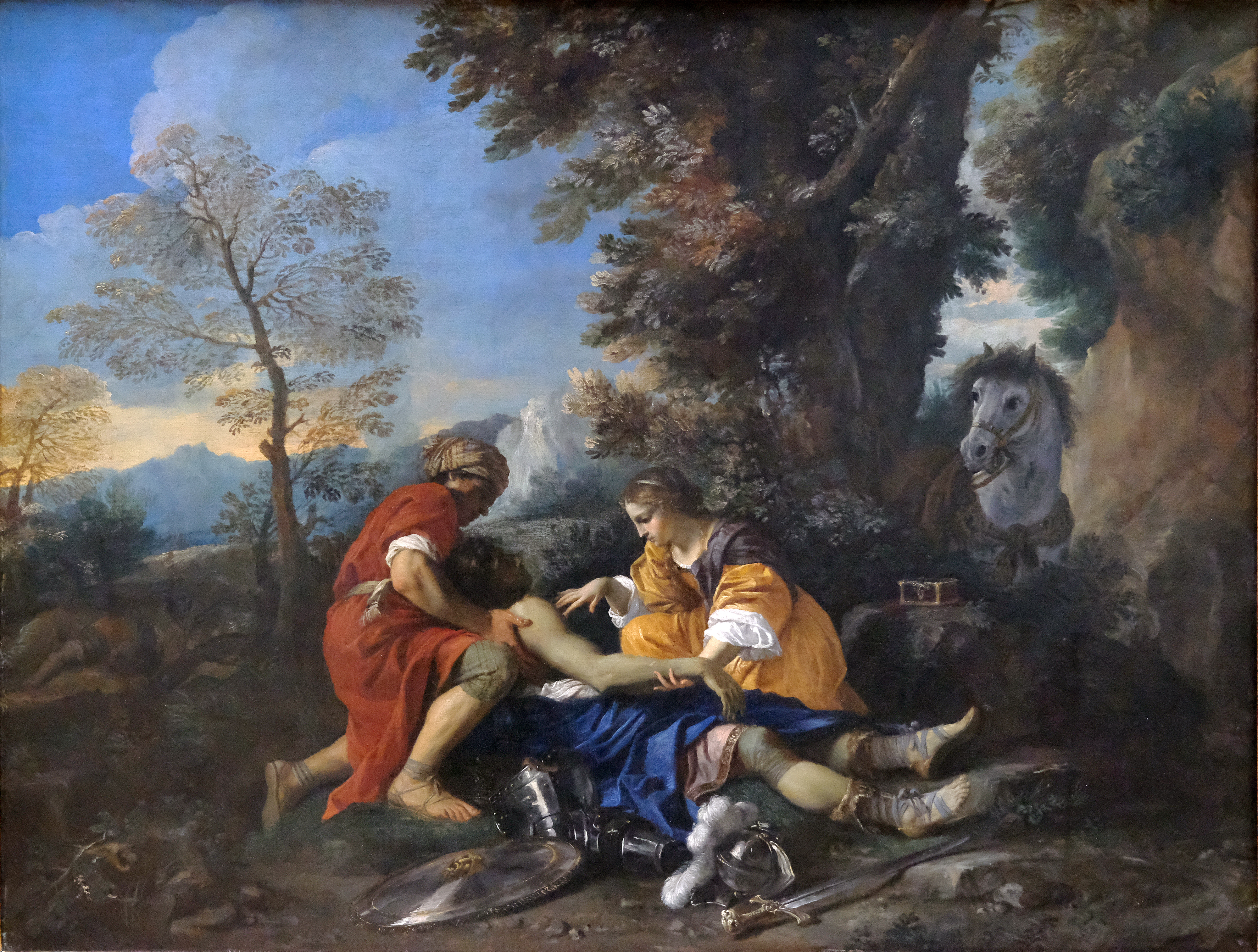
Tancrède secouru par Herminie, Paris, musée du Louvre.

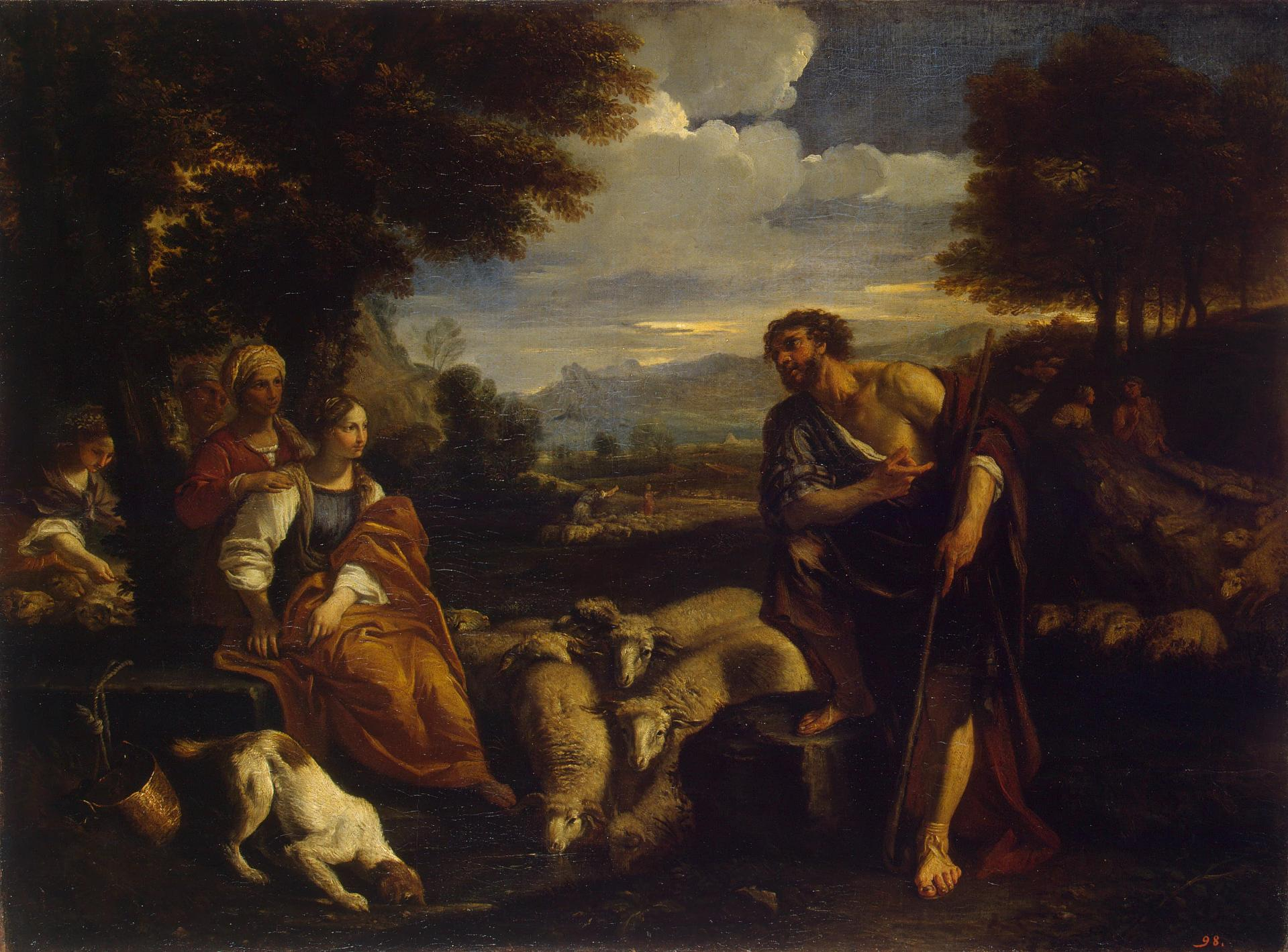
La Rencontre de Jacob et Rachel, Saint-Pétersbourg, musée de l'Ermitage.

- Los Angeles Getty Center : Vision de Saint Bruno[4].

France
- Paris :
  - École nationale supérieure des beaux-arts :
    - Saint Jean prêchant dans le désert, plume et encre brune, lavis brun, 13,2 × 19,2 cm[5]. Il s'agirait d'une étude préparatoire pour un tableau commandé par le cardinal Vincenzo Costaguti vers 1647. En effet, l'inventaire après décès de Giovanni Battista Costaguti, demi-frère du cardinal, fait la mention d'une Prédiction parmi les toiles du peintre qu'il possédait. Dans cette étude, Mola cerne d'un trait vigoureux et hâtif les contours des figures et marque les zones d'ombre d'un lavis brun, offrant un dynamisme certain à la scène du saint prêcheur[6].
    - Vénus et Adonis, plume et encre brune, 22,9 × 19 cm[7]. Il s'agit d'une étude préparatoire d'une commande du prince Camillo Pamphilj, neveu du pape Innocent X, d'un cycle de fresques pour le palais Nettuno à Valmontone, au sud de l'Italie. À la suite d'un conflit et d'n procès entre Mola et le prince, la composition de Mola fut détruite et remplacée par une œuvre de Mattia Preti[8].
    - Caricatures et études de figures, plume, encre brune, 32,2 × 21 cm[9]. À la suite de Léonard de Vinci au XVe siècle, la caricature se développe à Rome au XVIIe siècle et connaît un grand succès auprès des amateurs érudits. Dans cette composition plus intime, l'artiste se montre critique envers le pouvoir ecclésiastique dont il dépend dans une petite caricature d'un prêtre gras et oisif[10].

  - musée du Louvre :
    - Guerrier oriental dit aussi Pirate barbaresque, 1650, huile sur toile, 172 × 123 cm[11] ;
    - Tancrède secouru par Herminie et Vafrin après le combat d'Argante, 1650-1660, huile sur toile, 69 × 91 cm[12].

Italie
- Florence, musée des Offices : Autoportrait, pastel sur carton, 35 × 25 cm.
- Rome :
  - église Santi Domenico e Sisto : Vision de saint Dominique.
  - musées du Capitole : Diana ed Endimione, 1660[13].
  - musées du Vatican : La Vision de saint Bruno, huile sur toile, 174 × 122 cm.
  - palais du Quirinal : Joseph reconnu par ses frères, 1657, huile sur toile[14].

Russie
- Saint-Pétersbourg, musée de l'Ermitage : La Rencontre de Jacob et Rachel, huile sur toile.

Suisse
- Coldrerio, église Santa Maria del Carmelo : fresques et tableau[15].